# Pajusi (plaats)
Pajusi (Duits: Pajus) is een plaats in de Estlandse gemeente Põltsamaa, provincie Jõgevamaa. De plaats heeft de status van dorp (Estisch: küla) en telt 93 inwoners (2021).
Tot oktober 2017 hoorde Pajusi bij de gelijknamige gemeente, waarvan het overigens niet de hoofdplaats was. Dat was Kalana. In oktober 2017 werd de gemeente Pajusi bij de gemeente Põltsamaa gevoegd.
De rivier Põltsamaa vormt de westgrens van het dorp.

## Geschiedenis
Het dorp ligt op het terrein van het vroegere landgoed Pajusi, dat is ontstaan in de 17e eeuw. Het landgoed behoorde onder andere toe aan de families Fick en von Wahl. Het huidige landhuis is gebouwd op het eind van de 19e eeuw, maar in 1936 is de linkervleugel afgebroken. In dat jaar werd het landhuis in gebruik genomen als dorpshuis.
Toen het landgoed werd gesticht, bestond er al een dorp Pajus of Payus, maar het verdween in de 18e eeuw. In de jaren twintig van de 20e eeuw vestigden zich weer mensen in de buurt van het landhuis. In 1977 kreeg de nederzetting de status van dorp.
Van de gebouwen op het landgoed is behalve het landhuis ook onder andere de schuur, de melkfabriek, de droogschuur, het koetshuis en de woning van de opzichter bewaard gebleven. Het complex ligt in een park ter grootte van 5,4 ha.
Ten noorden van Pajusi ligt het kerkhof van het landgoed. Hier zijn leden van de familie von Wahl begraven. De kapel van het kerkhof is in 1993 gerestaureerd met financiële steun van de familie.

## Foto's

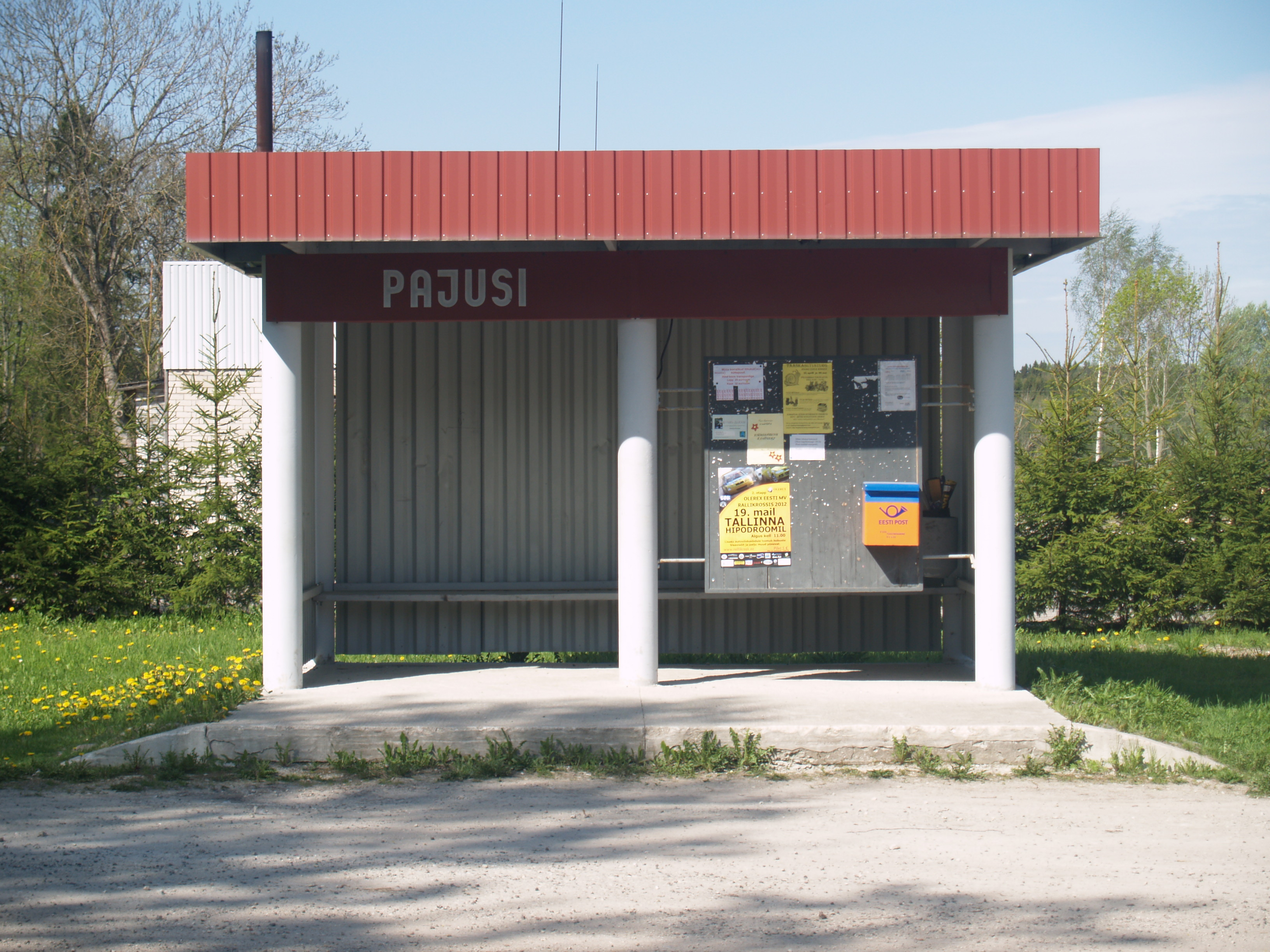
Bushalte in Pajusi
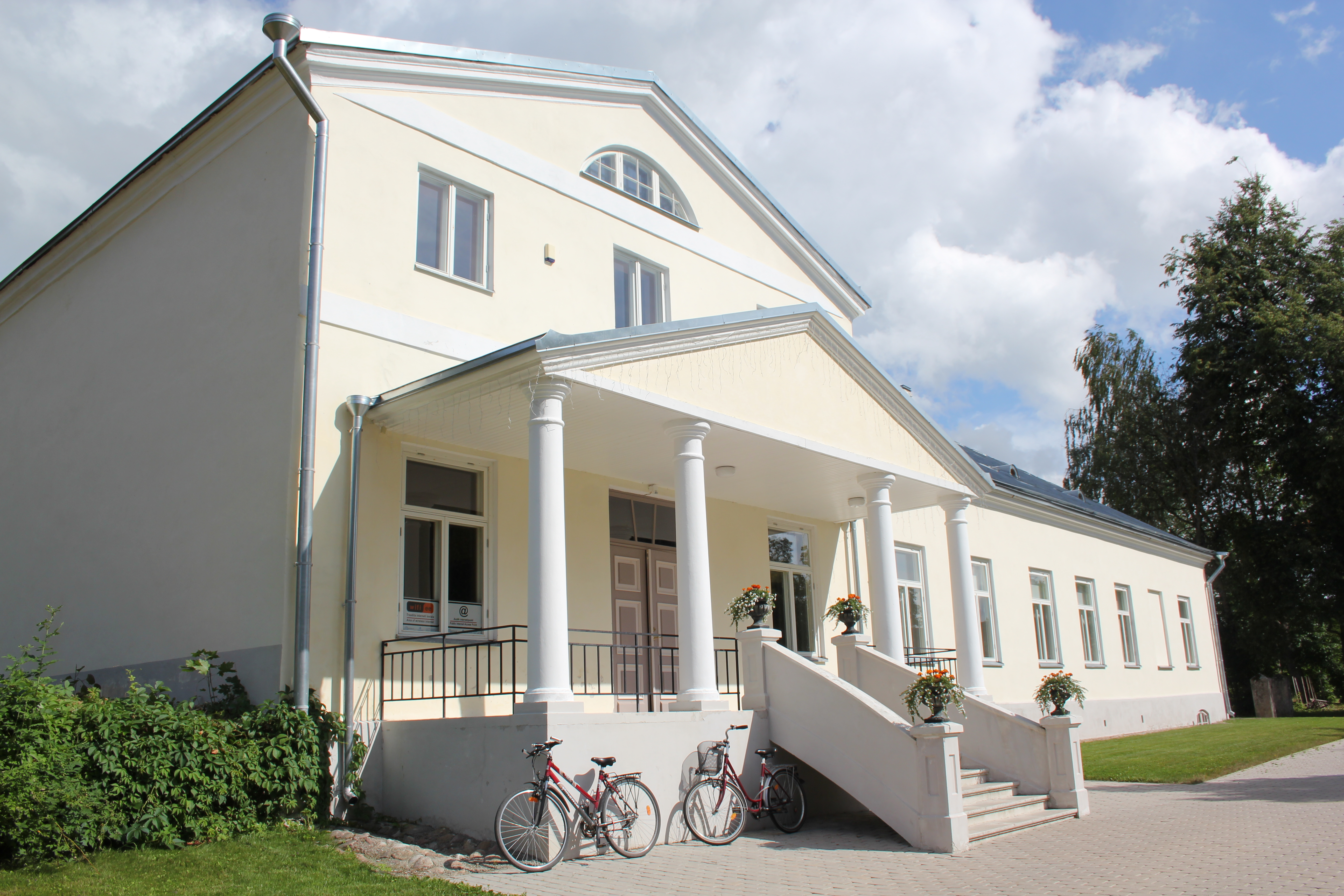
Het landhuis van Pajusi
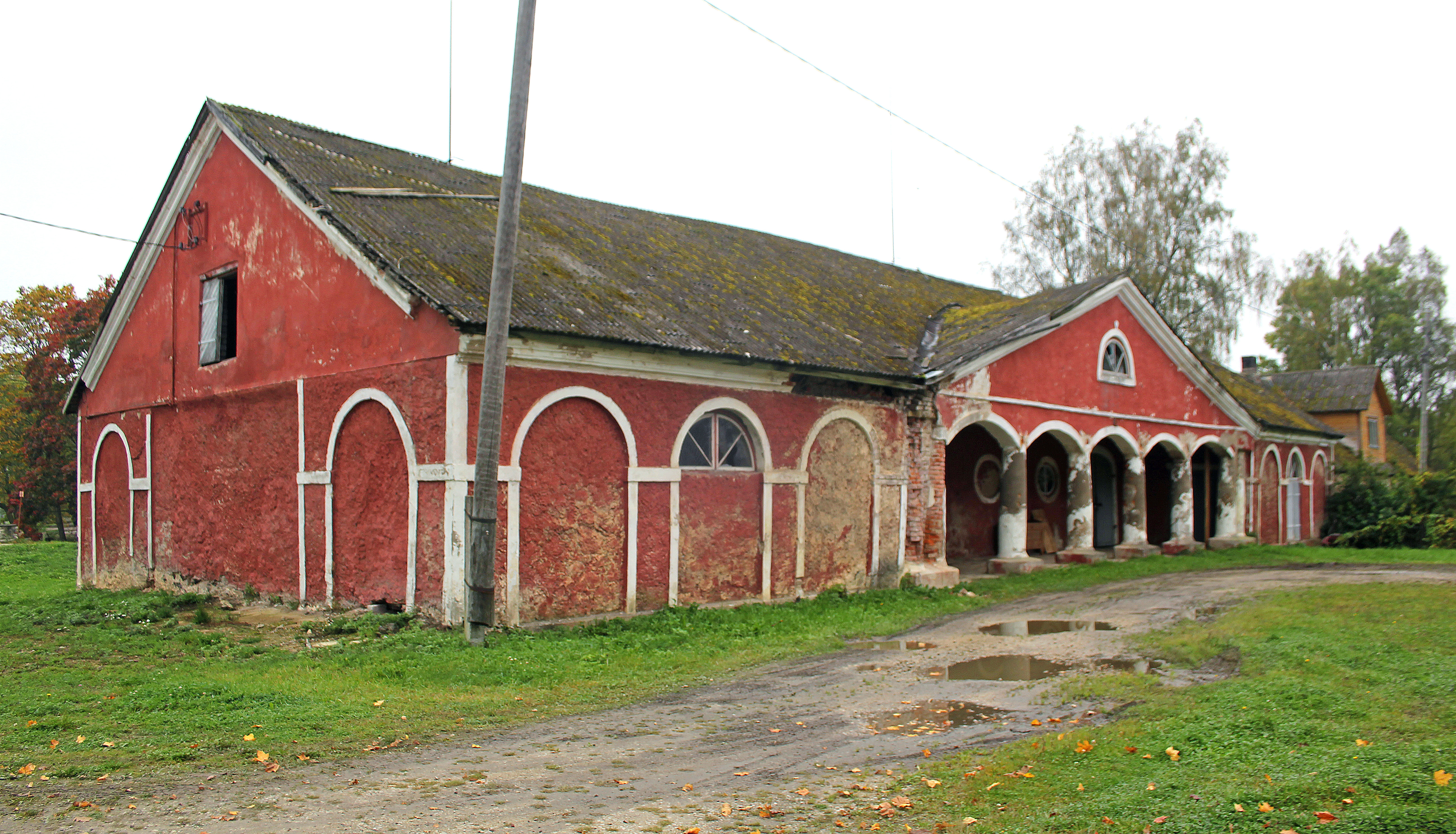
De schuur van het landgoed Pajusi
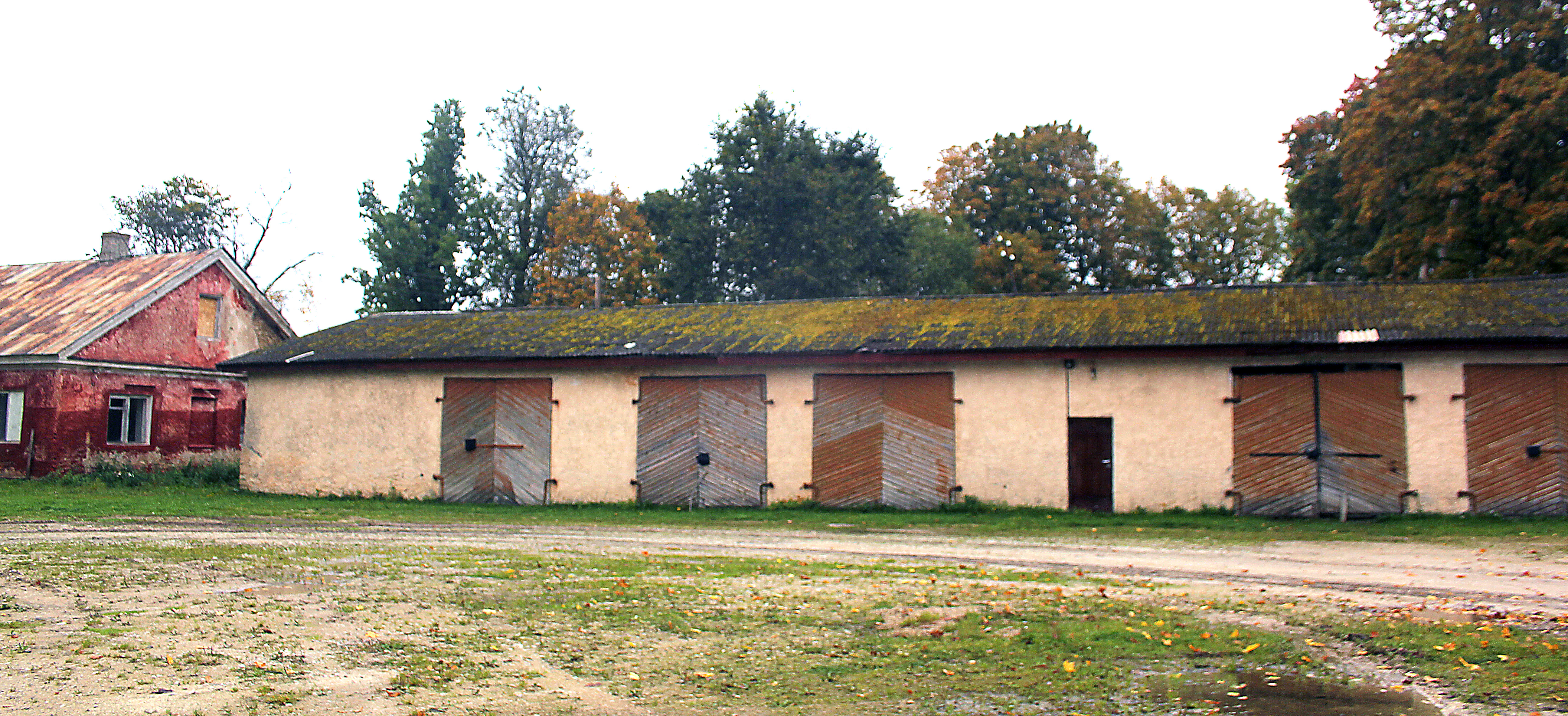
Het koetshuis van het landgoed
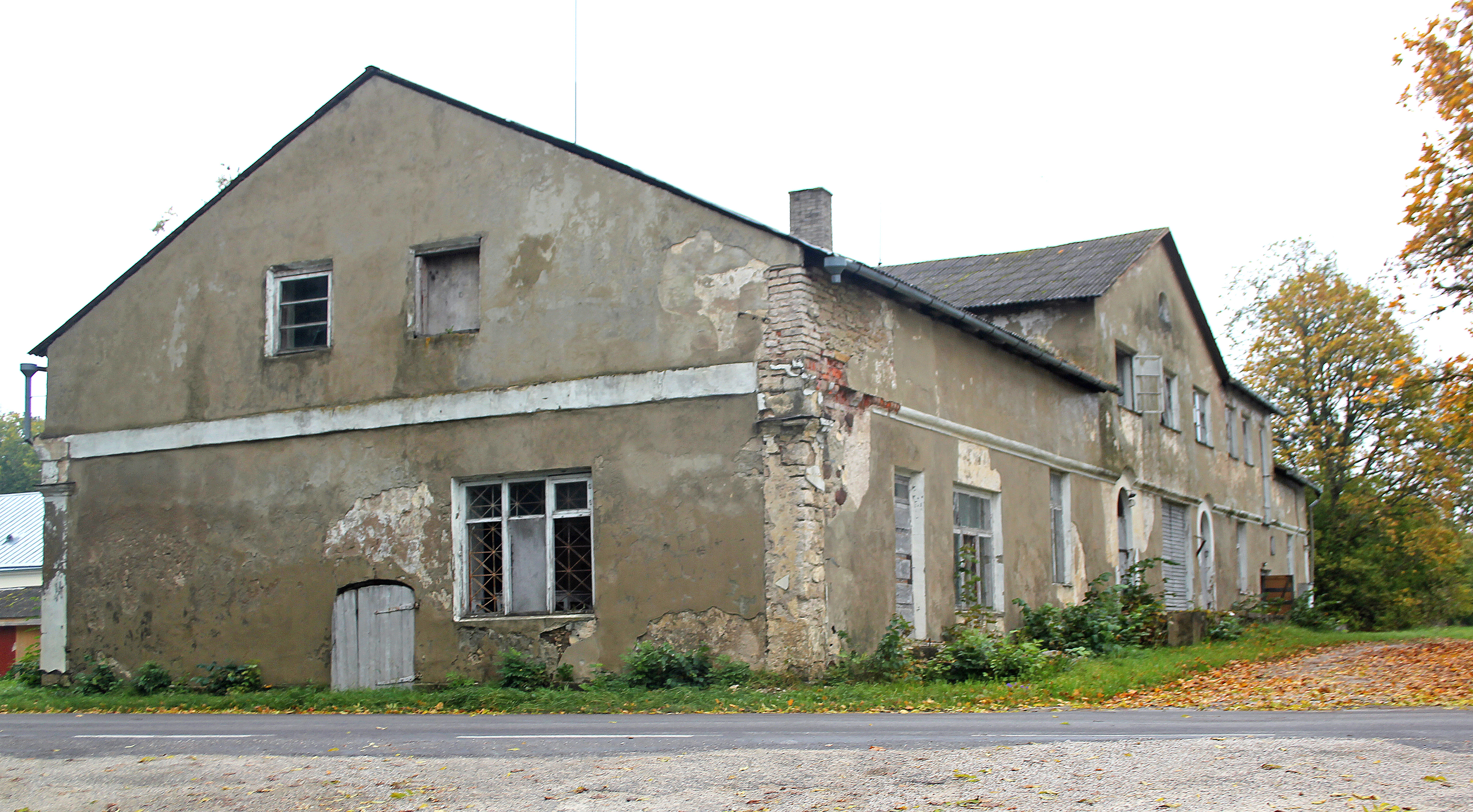
De voormalige melkfabriek van het landgoed
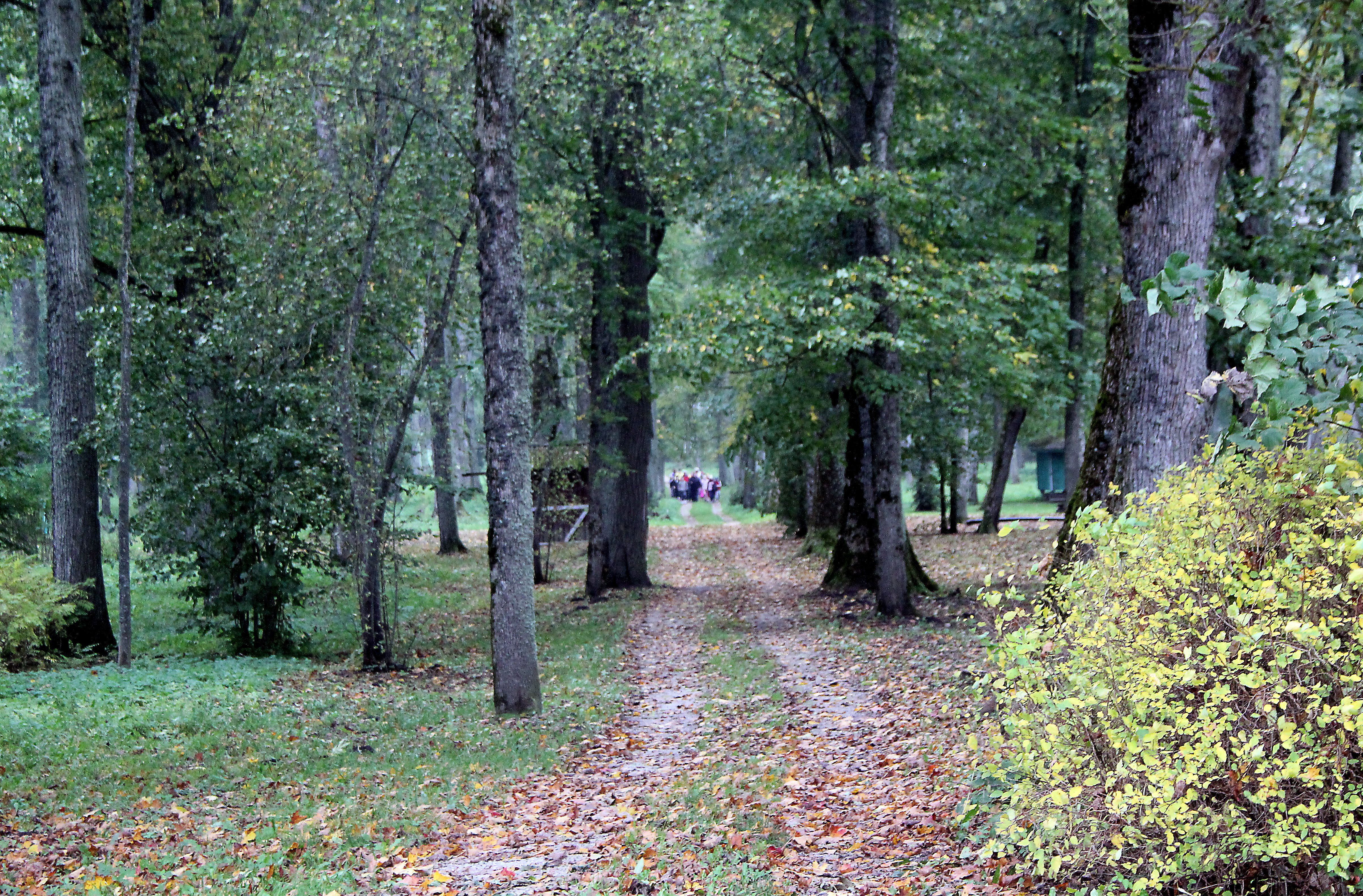
Het park van het landgoed